# Sint-Franciscuskerk (Aruba)
Sint-Franciscuskerk (Papiaments: Misa San Francisco),  ook wel de Pro-kathedraal van St. Franciscus van Assisi genoemd, is een kerkgebouw in Oranjestad, Aruba. Na de Alto Vista Kapel en de Sint-Annakerk is het het derde r.k. kerkgebouw in Aruba. De kerk doet dienst als de pro-kathedraal of tijdelijk kathedraal van de hoofdstad Oranjestad.

## Geschiedenis
Het begin van deze kerkgemeente is niet met zekerheid vast te stellen; de eerste vermelding van de Sint-Franciscuskerk dateert van 1813. Van 1816 tot 1829 was Johannes Josephus Pirovano O.F.M. de eerste pastoor van de Sint-Franciscuskerk. Tevens was hij de eerste vaste pastoor van Aruba. De parochie had tussen 1819 en 1878 een bijkerk, de Sint-Annakerk, waarmee een pastoor werd gedeeld. De Sint-Franciscuskerk en pastorie hebben een belangrijke rol gespeeld in de kerkgeschiedenis van Aruba en van de Orde der Dominicanen, die deze in 1991 na 110 jaren aan het  bisdom van Willemstad teruggaf.

### Kerkgebouw
Het bestaande kerkgebouw is de vijfde kerk van deze naam en de vierde op dezelfde plaats. De eerste kerk lag tussen Oranjestad en Tanki Leendert en werd tussen 1809 en 1813 gebouwd van hout en klei met een dak van maishalmen. Tijdens een regenbui in 1825 stortte het in. De tweede kerk werd zuidelijker nabij Oranjestad opgetrokken en was van steen met een pannendak. Deze werd op 9 november 1828 ingewijd en was toen het hoogste gebouw van Oranjestad. Op 22 april 1864 werd de eerste steen gelegd voor de derde Sint-Franciscuskerk, die nog voor de officiële inzegening instortte. Enkel de noordelijke muur, het torentje en het priesterkoor bleven intact. De spoedig herbouwde kerk werd op 1 mei 1871 ingezegend. Uiteindelijk voldeed het gebouw na een aantal verbouwingen niet meer en bouwde men in 1919 de vierde Sint-Franciscuskerk.
De Sint-Franciscuskerk vertoont veel gelijkenis met de Sint-Annakerk. Beide kerken zijn ontworpen door pastoor en priester-architect Stephanus van de Pavert O.P. Inwendig is de kerk een zogeheten zaalkerk. Het schip van de kerk heeft een groot zadeldak met rode Hollandse dakpannen. In 1941 kreeg de kerk gebrandschilderde ramen van Lou Asperslagh
 In het priesterkoor van de kerk bevindt zich een in 1589 uitgegeven bijbel met oud-Nederlandse tekst, die in 1966 door de kerk werd verworven.

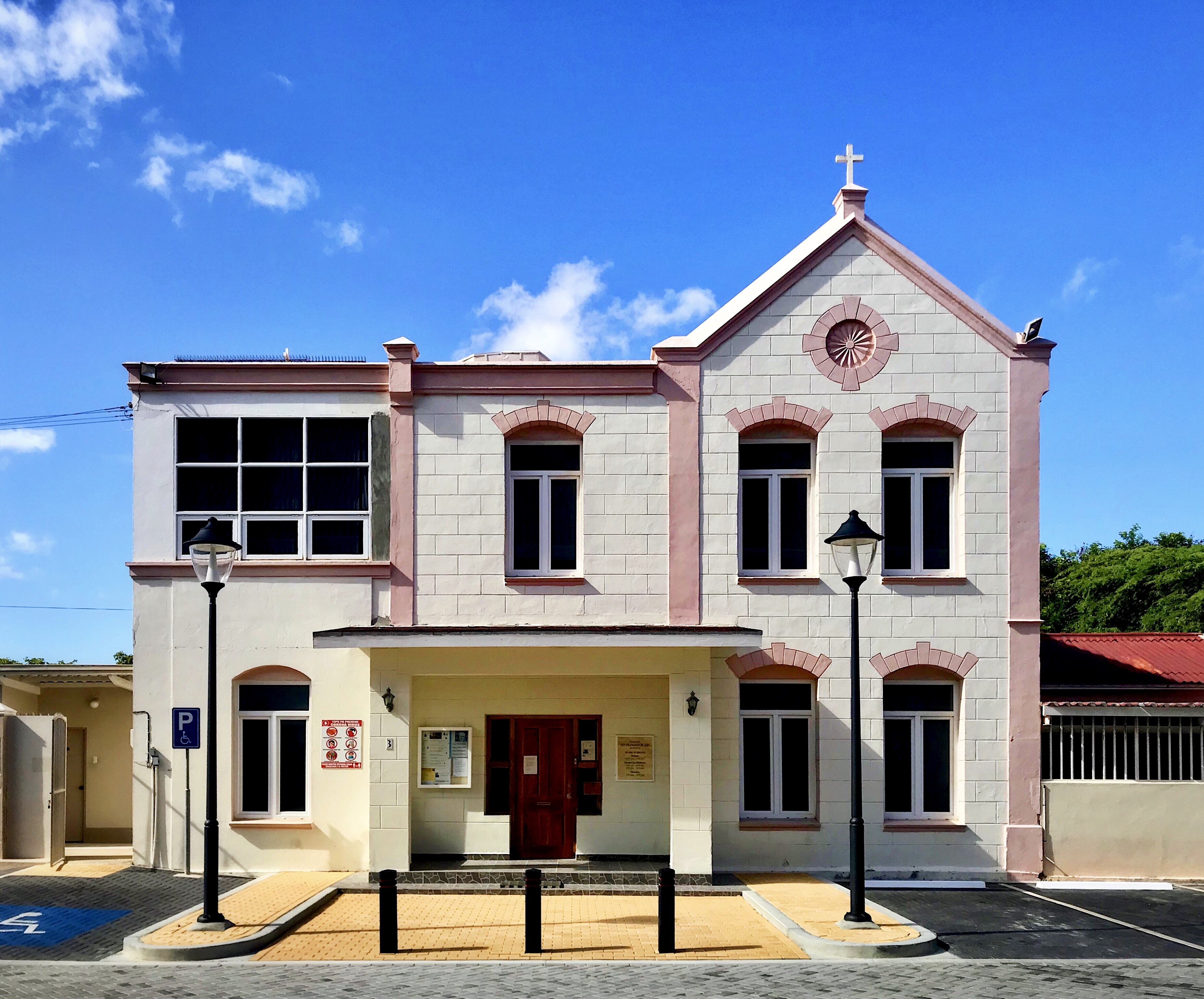
Pastoriegebouw aan de noordzijde van de kerk

### Pastorie
Aan de noordzijde van de kerk bevindt zich de pastorie, gebouwd in 1848 door pater Basilius, kapelaan van de Sint-Franciscuskerk. Het gebouw bestaat uit twee bouwlagen en is verscheidene malen verbouwd. Aan de westzijde van de pastorie bevindt zich een omheining met een madonnabeeld.

## Locatie
De kerk ligt aan het J.E. Irausquinplein en wordt begrensd door de straten Caya Ernesto Petronia en de Dominicanessenstraat (voorheen Kloosterstraat). Rondom de kerk bevindt zich een gebouwencomplex, bestaande  uit de voormalige kloosters voor fraters en zusters Huize De La Salle, waar de Universiteit van Aruba sinds 1988 gevestigd is, en het Mariaconvent, het Centro Educativo Cristian, het clubgebouw van de jeugdgroep De Trupialen en de katholieke scholen Dominicus College, De la Salle MAVO, Rosa College, Rosario College en Maria College.

## Afbeeldingen

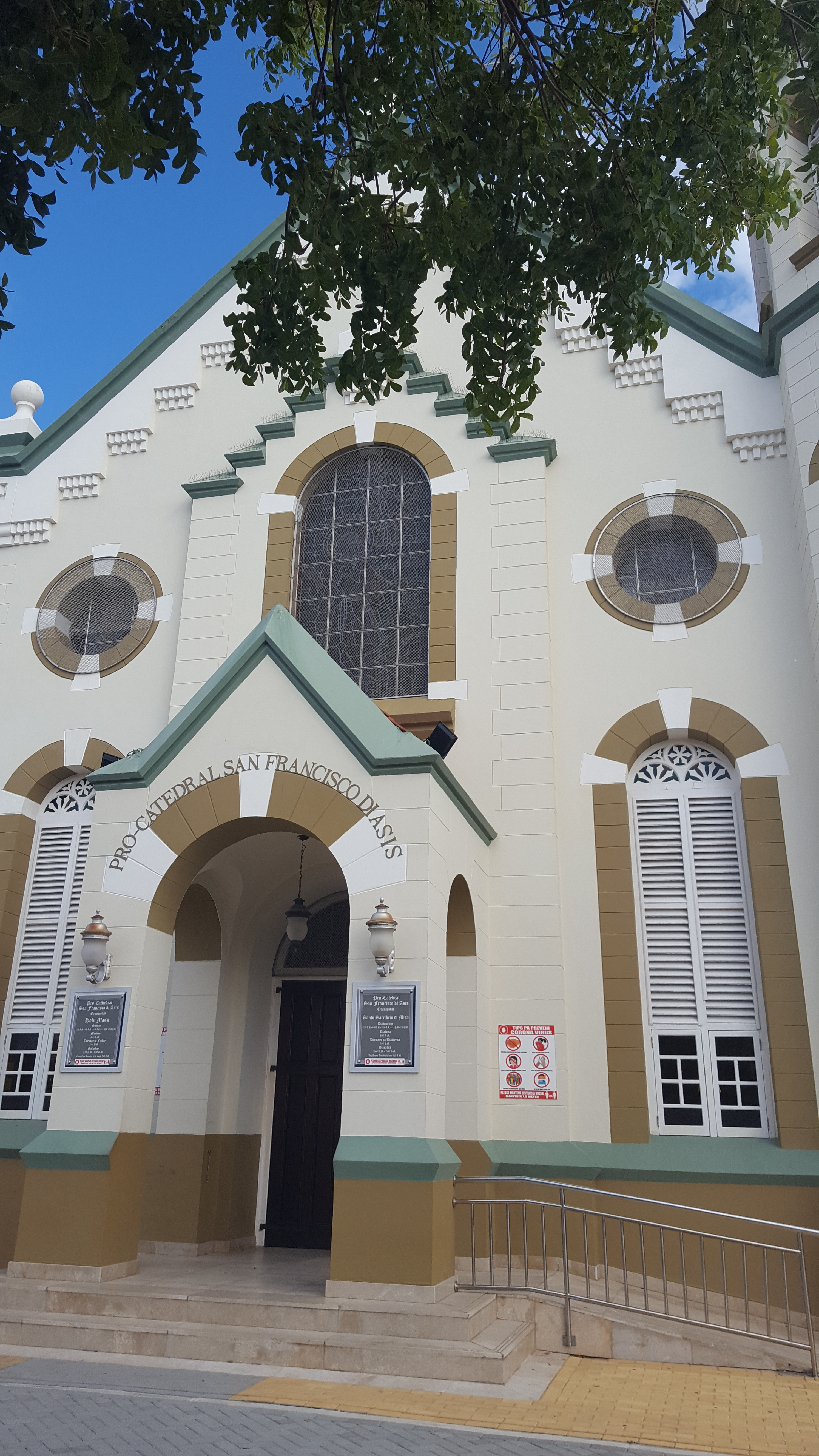
Ingang en voorgevel
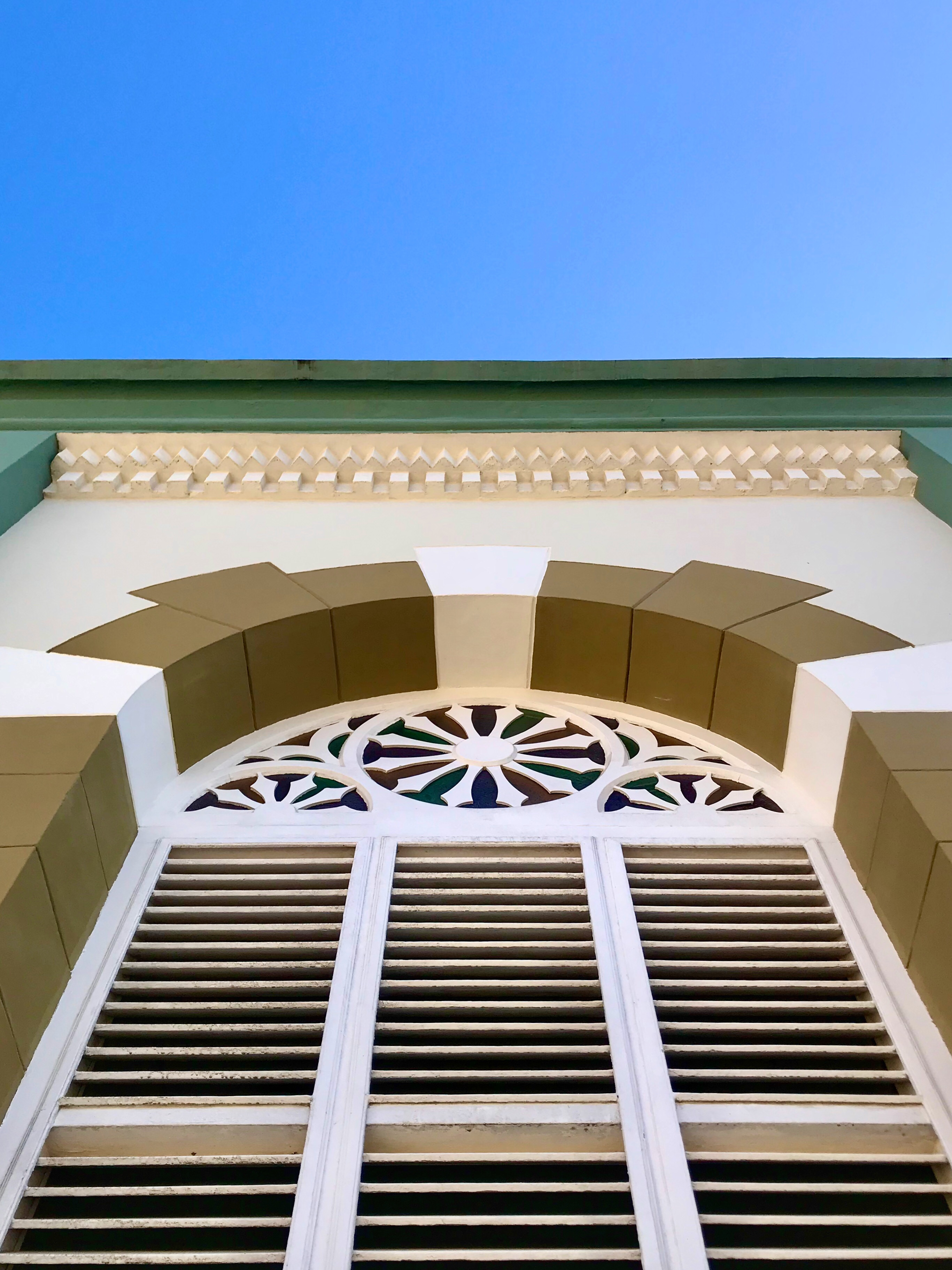
Detail van het kerkraam
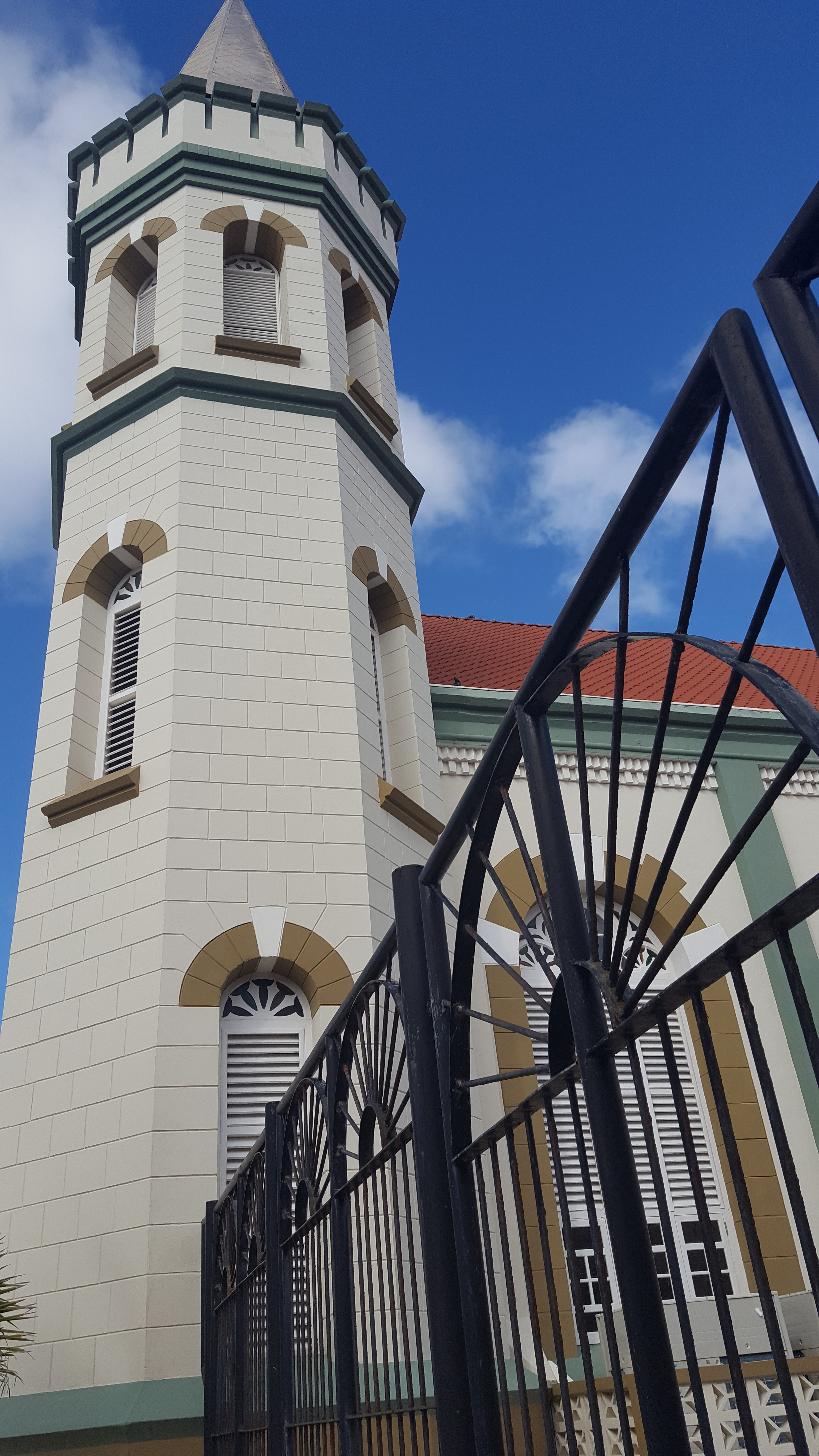
Kerktoren
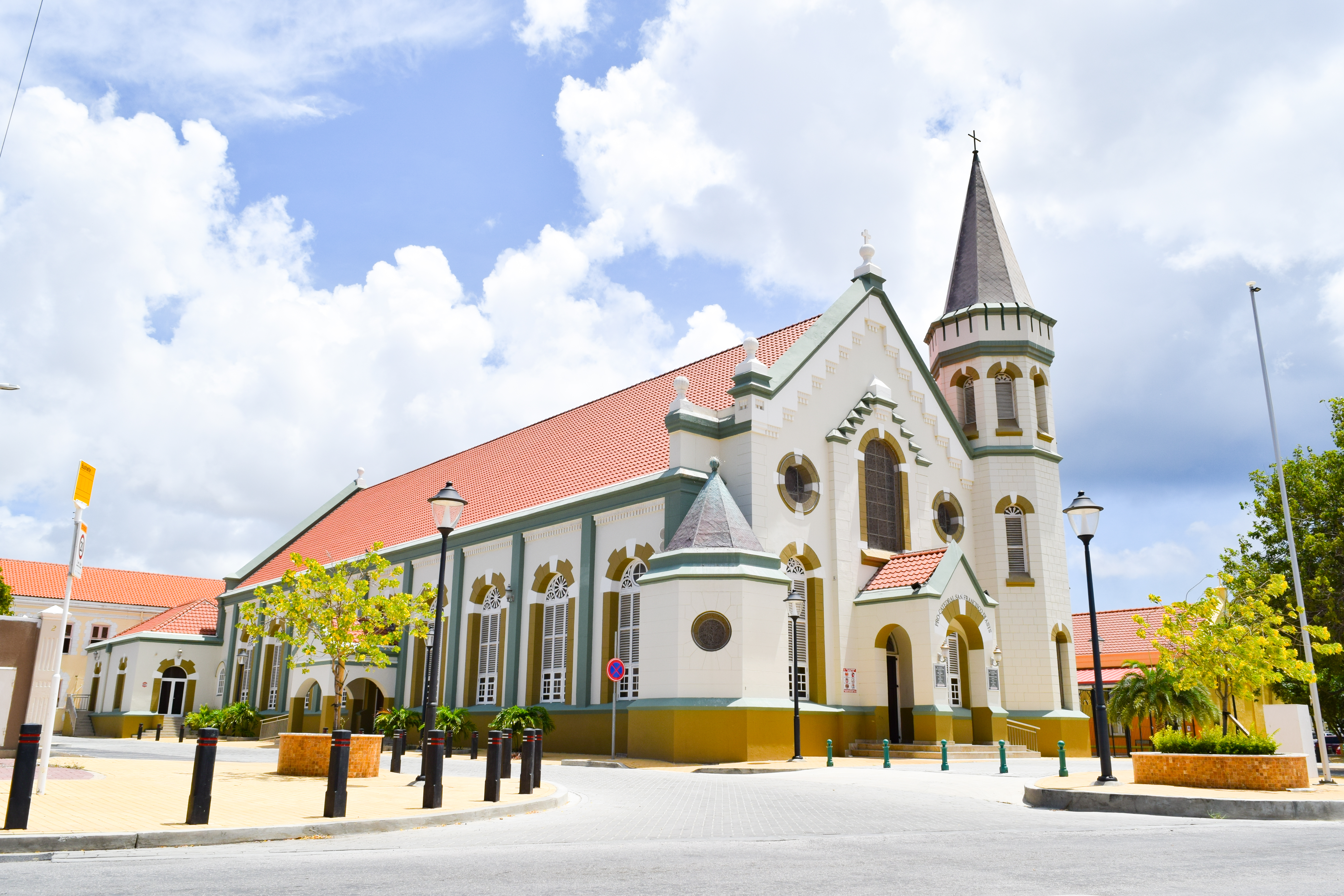
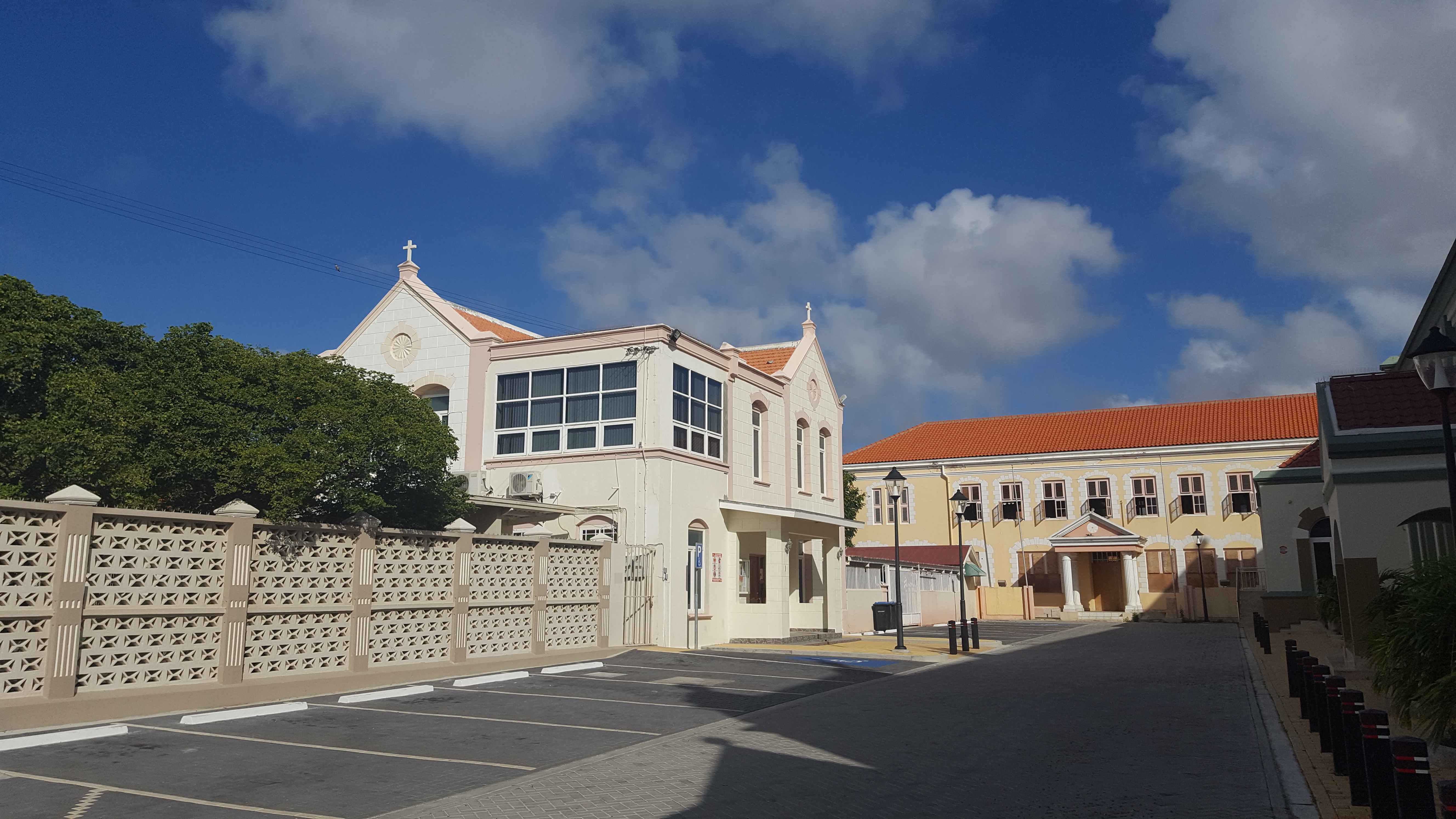
Pastorie en Mariaconvent naast de kerk
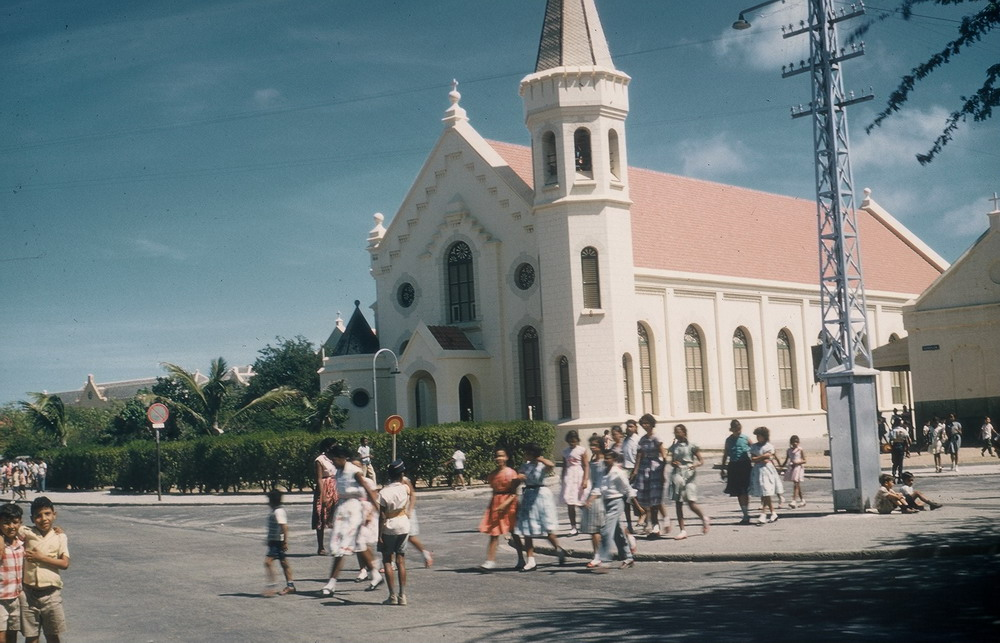
Kerkplein in 1964

Alto Vista Kapel · Beth Israël Synagoge · Sint-Annakerk · Sint-Filomenakerk · Sint-Franciscuskerk · Protestantse kerk · Protestantse kerk Piedra Plat